# پمباین (حوزه سرشماری)، ویسکانسین
پمباین (به انگلیسی: Pembine) یک منطقهٔ مسکونی در ایالات متحده آمریکا است که در شهرستان مرینت، ویسکانسین واقع شده‌است. پمباین ۱۹۳ نفر جمعیت دارد و ۲۹۵٫۹۶ متر بالاتر از سطح دریا واقع شده‌است.